# Alena Veselá
Alena Veselá, nom de mariée Štěpánková, née le 7 juillet 1923 à Brno et morte le 11 mai 2025, est une organiste tchèque et professeure de musique académique, rectrice de l'Académie des arts du spectacle Janáček de Brno de 1990 à 1997. Elle donne des concerts dans le monde entier.

## Biographie
Alena Veselá naît le 7 juillet 1923 à Brno. Ses parents sont Vítězslav Veselý, professeur de chimie et son épouse Helena ; elle grandit avec un frère, Karel. Son premier professeur de piano est Zdeňka Illnerová. Alena Veselá étudie l'orgue au Conservatoire de Brno pendant la Seconde Guerre mondiale. Elle poursuit ses études à l'Académie de musique Janáček de Brno (JAMU), nouvellement créée, à partir de 1947,. Elle étudie la musicologie à l'Université Masaryk de Brno.
À partir de 1952, elle travaille pendant près de cinquante ans à l'Académie,, où elle dirige le département des instruments à clavier de 1986 à 1990, et rectrice de 1990 à 1997,,. Elle est la première rectrice après la période soviétique, et la seule femme à occuper ce poste dans l'histoire de l'académie. Elle poursuit une interprétation de la musique d'orgue ancienne fondée sur l'histoire. Elle a notamment pour élèves Věra Heřmanová, Kamila Klugarová, Petr Kolař, Zdeněk Nováček et David Postránecký,. Elle est responsable de l'expansion des bâtiments de la JAMU et s'occupe de son orgue. La médaille du mérite dans le domaine des arts et de l'éducation lui est décernée en 2020,, mais une cérémonie avec le Président n'a lieu qu'en 2022.
Alena Veselá donne des concerts en Tchécoslovaquie et à l'étranger, en Europe et aux États-Unis. Elle est autorisée à voyager bien qu'elle ne soit pas membre du Parti communiste. Elle réussit à découvrir des compositions pour orgue de compositeurs tchèques dans les archives européennes. Elle enregistre de la musique pour orgue de compositeurs tchèques, tant historiques, comme František Brixi et Jiří Ignác Linek, que contemporains comme Petr Eben. Elle joue une suite de Louis-Nicolas Clérambault lors d'un concert donné dans le cadre du 42e Festival d'orgue de Brno, à l'occasion de son 99e anniversaire.
Elle est présidente de l'Association pour la construction d'une nouvelle salle de concert à Brno et participe à l'organisation du Festival international de musique de Brno,. Elle joue un rôle important dans l'achèvement de la reconstruction du Besední Dom, le siège de l'Orchestre philharmonique de Brno, et prend soin de son orgue. En 2025, elle est présente lors de la pose de la première pierre d'une nouvelle salle de concert.

### Vie personnelle
Jeune fille, Alena Veselá est active dans le sport, remportant un slalom régional et atteignant le niveau 5 sur 6 en escalade dans les Hautes Tatras. Elle épouse Mirek Štěpánek en 1954 ; le couple a une fille, Helena, et vivent à Brno.

### Mort
Alena Veselá meurt le 11 mai 2025, à l'âge de 101 ans,,,.